# Ghalya Lacroix
Pour les articles homonymes, voir Lacroix.
Ghalya Lacroix, ou Ghalia Lacroix, est une actrice, scénariste et monteuse franco-tunisienne, née à Sidi Bou Saïd.

## Biographie
Elle est la compagne d'Abdellatif Kechiche.

## Filmographie
Sauf indication contraire, les informations mentionnées dans cette section peuvent être confirmées par les bases de données cinématographiques IMDb et Allociné,  présentes dans la section « Liens externes ».

### Actrice
- 1991 : Bezness de Nouri Bouzid : Khomsa
- 1992 : Les Zazous de La Vague de Mohamed Ali Okbi
- 1993 : Les Silences du palais de Moufida Tlatli : Alia adulte
- 1995 : For Ever Mozart de Jean-Luc Godard : Damila / Rosette

### Monteuse
- 2003 : L'Esquive d'Abdellatif Kechiche : montage, adaptation et dialogues
- 2006 : La Graine et le Mulet d'Abdellatif Kechiche
- 2009 : Vénus noire d'Abdellatif Kechiche
- 2012 : La Vie d'Adèle : Chapitres 1 et 2 d'Abdellatif Kechiche
- 2015 : Hedi, un vent de liberté de Mohamed Ben Attia
- 2019 : Les Épouvantails de Nouri Bouzid
- 2020 : Le Disqualifié (documentaire) de Hamza Ouni

### Scénariste
- 2003 : L'Esquive d'Abdellatif Kechiche - adaptation et dialogues
- 2006 : La Graine et le Mulet d'Abdellatif Kechiche - adaptation et dialogues
- 2009 : Vénus noire d'Abdellatif Kechiche - adaptation et dialogues
- 2012 : La Vie d'Adèle : Chapitres 1 et 2 d'Abdellatif Kechiche - scénario, adaptation et dialogues
- 2017 : Mektoub, My Love: canto uno d'Abdellatif Kechiche - scénario
- 2019 : Mektoub, My Love: intermezzo d'Abdellatif Kechiche - scénario
- 2022 : Sous les figues d'Erige Sehiri

### Autres
- 2000 : La Faute à Voltaire d'Abdellatif Kechiche - conseillère artistique[réf. nécessaire]
- 2003 : L'Esquive d'Abdellatif Kechiche - scripte

## Distinctions

### Récompenses
- César 2005 : César du meilleur scénario original ou adaptation pour L'Esquive

### Nominations
- César 2008 : César du meilleur montage pour La Graine et le Mulet
- César 2014 : César de la meilleure adaptation et César du meilleur montage pour La Vie d'Adèle : Chapitres 1 et 2